# Фадеева, Оксана Владимировна
Оксана Владимировна Фадеева (урождённая Кущ; 16 марта 1975, Нижний Новгород) — советская и российская спортсменка, игрок в настольный теннис, трёхкратная чемпионка Европы, чемпионка СССР, неоднократная чемпионка России, участница трёх летних олимпиад — 2000, 2004 и 2008 годов. Заслуженный мастер спорта России.

## Спортивная карьера
Оксана Кущ начала заниматься настольным теннисом в 7 лет. Когда она училась в первом классе школы, её отобрал и пригласил на занятия тренер Сергей Борисович Брусин. Тренировалась в «СДЮШОР № 13».
В 1991 году в возрасте 16 лет выиграла чемпионат СССР по настольному теннису в парном разряде, а в 1992 году также в парном разряде победила уже в чемпионате России. В дальнейшем Оксана ещё 5 раз становилась чемпионкой России в парном разряде, 2 раза в одиночном разряде и 4 раза в смешанном разряде, итого у неё 13 высших титулов страны.
В сборной России с 1994 года. В этом же 1994 году завоевала свою первую золотую награду на международных соревнованиях — вместе с подругами по сборной команде России Оксана стала чемпионкой Европы в командном первенстве. В дальнейшем Оксана завоевала ещё 2 золотые, 2 серебряные и 3 бронзовые награды европейских чемпионатов.
Играла за клуб «Bayer Uerdirgen», Германия.